# Křenovice (Olomouc)
Křenovice (in tedesco Krzenowitz, dal 1939 al 1945 Krenowitz) è un comune della Repubblica Ceca facente parte del distretto di Přerov, nella regione di Olomouc.
È di Křenovice l'ex calciatore Rostislav Vojáček.